# 小行星58671
小行星58671（58671 Diplodocus）是一颗绕太阳运转的小行星，为主小行星带小行星。该小行星于1997年12月发现。
該小行星以梁龍屬的學名命名。

## 轨道参数
小行星58671的轨道半长轴为368 619 591 km，2.4640347 UA，离心率为0.099。